# Дејан Чуровић
Дејан Чуровић (Земун, 10. август 1968 — Београд, 11. август 2019) био је српски фудбалер.

## Играчка каријера
Каријеру је почео у фудбалском клубу Земун. У својој дебитантској сезони у југословенској првој лиги, Чуровић је постигао 11 голова на 27 наступа, а клуб је завршио на 13. месту. Године 1993. је прешао у редове београдског Партизана.
Није дуго остао у Партизану, једну сезону, али је са црно белима освојио дуплу круну — првенство и куп. Заиграо је 1994. за холандску екипу Витесе и носио дрес тог клуба пуних шест сезона, да би потом играо за Гронинген у коме је завршио играчку каријеру.
Преминуо је 11. августа 2019. године у Београду, након борбе са леукемијом. Сахрањен је 13. августа исте године на Новом бежанијском гробљу.

## Трофеји

### Партизан
- Првенство Југославије (1) : 1993/94.
- Куп Југославије (1) : 1993/94.